# Jeżyczki
Jeżyczki (do 1945 niem.: Neuenhagen Abtei) – wieś w Polsce położona w województwie zachodniopomorskim, w powiecie sławieńskim, w gminie Darłowo.
Według danych z 28 września 2009 roku wieś miała 333 stałych mieszkańców.
W latach 1954–1972 wieś należała i była siedzibą władz gromady Jeżyczki. W latach 1975–1998 miejscowość położona była w województwie koszalińskim. Dawniej siedziba gminy Dobiesław.